# Jacob Bertrand
Jacob Scott Thomas Bertrand (Los Ángeles, California; 6 de marzo de 2000) es un actor estadounidense, conocido por su papel como Eli Moskowitz «Hawk» en la serie web Cobra Kai. Se hizo famoso anteriormente gracias a su papel en la serie de Disney XD Kirby Buckets interpretando al protagonista y a Jack Malloy en la película original de Disney Channel de 2016 The Swap.

## Carrera
Antes de trabajar para Disney Channel, Bertrand tuvo varios papeles en producciones de Nickelodeon. Fue regular en el sitcom Marvin Marvin, dio voz al personaje principal de Gil en la tercera temporada de la serie animada Bubble Guppies, apareció como invitado en la serie adolescente iCarly, y coprotagonizó como Charlie la película de comedia-fantasía Jinxed. También dobló la voz en películas animadas como ParaNorman, El origen de los guardianes y Tom and Jerry's Giant Adventure. Actualmente su papel más destacado es el de Eli Moskowitz o Hawk en la serie web Cobra Kai, primero fue distribuida por YouTube Premium, y en 2020 Netflix se convirtió en el dueño de la serie.

## Filmografía

### Cine
| Año  | Título                          | Personaje                | Notas                |
| ---- | ------------------------------- | ------------------------ | -------------------- |
| 2008 | You Don't Mess with the Zohan   | Niño en la peluquería    | No acreditado        |
| 2009 | Duress                          | Thomas Wilkins           |                      |
| 2012 | Sunset Stories                  | Danny                    |                      |
| 2012 | ParaNorman                      | Blithe Hollow Townperson | Voz                  |
| 2012 | Little Red Wagon                | Muchacho                 | No acreditado        |
| 2012 | El origen de los guardianes     | Monty                    | Voz                  |
| 2013 | Tom and Jerry's Giant Adventure | Jack                     | Voz. Directo a vídeo |
| 2014 | The Gambler                     | Muchacho joven           | No acreditado        |
| 2018 | Ready Player One                | Muchacho de secundaria   |                      |

### Televisión
| Año       | Título               | Personaje                       | Notas                                                |
| --------- | -------------------- | ------------------------------- | ---------------------------------------------------- |
| 2011      | Little in Common     | Chico                           | Piloto de televisión no vendido                      |
| 2011      | The Cape             | Niño alfa                       | Episodio: "Kozmo"                                    |
| 2011      | The Middle           | Jake                            | Episodio: "Valentines Day II"                        |
| 2011      | Homeschooled         | Abel                            | Web serie; recurrente (4 episodios)                  |
| 2011      | Parks and Recreation | Darren                          | Episodio: "Pawnee Rangers"                           |
| 2011      | Community            | Joven Jeff "Tinkle Town" Winger | Episodio: "Foosball and Nocturnal Vigilantism"       |
| 2012      | iCarly               | Chip Chambers                   | Episodio: "iBattle Chip"                             |
| 2012      | The Legend of Korra  | Joven Noatak                    | Voz. Episodio: "Skeletons in the Closet"             |
| 2012–2013 | Marvin Marvin        | Henry Forman                    | Principal                                            |
| 2013      | Jinxed               | Charlie Murphy                  | Película para televisión                             |
| 2013–2015 | Bubble Guppies       | Gil (voz)                       | Voz; principal                                       |
| 2014      | Neckpee Island       | OB                              | Película para televisión                             |
| 2014–2017 | Kirby Buckets        | Kirby Buckets                   | Protagonista                                         |
| 2016      | The Swap             | Jack Malloy                     | Papel principal, Película Original de Disney Channel |
| 2017      | The Lion Guard       | Chama                           | Voz. Episodio: "Rafiki's New Neighbors"              |
| 2018–2025 | Cobra Kai            | Eli "Hawk" Moskowitz            | Papel principal                                      |

### Videojuegos
|      | Año                                      | Título               | Personaje | Notas |
| 2020 | Cobra Kai: The Karate Kid Saga Continues | Eli "Hawk" Moskowitz | Voz       |       |